# Lekkerland
Lekkerland SE & Co. KG er en tysk grossistvirksomhed indenfor fødevarer, drikkevarer, tobaksvarer, telefoni og non-food. Virksomheden har hovedkvarter i Frechen ved Köln og har 13 logistikcentre i Tyskland. I 2019 var der 4.996 ansatte og virksomheden havde en årsomsætning på 11,78 mia. euro.
Siden 9. oktober 2019 har Lekkerland SE & Co. KG været et datterselskab til REWE-Zentralfinanz eG.